# Manuel d'Épictète
 (août 2023).
Le Manuel d'Épictète (Ἐγχειρίδιον Ἐπικτήτου, Enkheiridion Epiktetou en grec ancien, « enkheiridion » désignant « ce que l'on garde sous la main »), parfois simplement nommé Le Manuel, est une compilation de propos du stoïcien Épictète (env. 50 - env. 130) rédigée par son disciple Arrien, Épictète n'ayant lui-même rien écrit. Ce bref ouvrage composé sans doute vers l'an 125 résume la doctrine du maître d'Arrien. À côté des Pensées de Marc Aurèle, cet opuscule est sans doute le texte le plus connu du stoïcisme ancien, et le plus lu.
Les principes du stoïcisme étant facilement assimilables par le christianisme, le Manuel fut conservé et transmis tout au long du Moyen Âge. Certains ordres monastiques l'utilisèrent comme base de la discipline et de la règle de vie des moines : son rejet de l'attachement aux biens matériels au profit d'une vie vertueuse étant en adéquation avec les visées de l'Église.

## Généralités

### Le titre
Le terme grec Enkheiridion désigne « ce que l'on tient dans la main », mais aussi un « poignard ». Dans le Commentaire qu'il consacre au Manuel, Simplicius (VIe siècle) explique que ce mot qualifie un livre que doivent garder sous la main — comme les soldats gardent toujours leur poignard sous la main — « ceux qui veulent bien vivre ». Cet ouvrage est un résumé de la doctrine, mais il est étroitement lié à des exercices (askèsis) auxquels son lecteur doit s'adonner : ici, la philosophie est avant tout une « manière de vivre » (selon l'expression de Pierre Hadot). À ce lecteur qui a sans doute déjà fait le choix de la philosophie, le Manuel offre de quoi progresser sur le chemin de la sagesse. Parmi ces lecteurs, on relèvera le nom de Marc Aurèle qui, dans ses Pensées, remercie son maître et ami Junius Rusticus de lui avoir fait découvrir les « Commentaires d'Épictète », ouvrage que l'on ne connaît pas mais qui pourrait avoir été le Manuel ou les Entretiens. Pierre Hadot penche cependant pour le deuxième titre.

### Thèse centrale
Contrairement aux ouvrages habituels de philosophie, le Manuel ne propose pas d'approfondissement théorique, mais s'attache à définir des exemples pratiques tirés du quotidien, afin d'illustrer la mise en application des principes de la sagesse stoïcienne dans la vie de chacun. Le Manuel est l'un des principaux textes de la doctrine stoïcienne qui nous soient parvenus, avec ceux de Sénèque et de Marc Aurèle, la majorité du corpus de la doctrine ayant été perdue. L'idée à la racine de l'ouvrage est la nécessité de n'attacher d'importance qu'à ce qui dépend de nous, c'est-à-dire aux opinions, désirs, pensées, et autres opérations de l'âme. En les contrôlant, nous devenons libres. Toutes les autres idées du Manuel dérivent de ce principe premier, et rejettent l'importance des choses qui ne dépendent pas de l'intériorité de l'homme, comme la richesse, le pouvoir et les honneurs. La suite de l'ouvrage est formée de maximes invitant au mépris du corps et de l'opinion faillible et non éclairée des non-philosophes.

### Christianisme etManuel
Le Manuel d’Épictète a été largement diffusé dans le monde chrétien au début de la période byzantine. Dans ce domaine, l'un des textes importants qui nous soient parvenus est la Paraphrase chrétienne, dont le plus ancien manuscrit date du Xe siècle. Il s'agit d'un commentaire d'une version christianisée du Manuel, .

## Principes duManuel

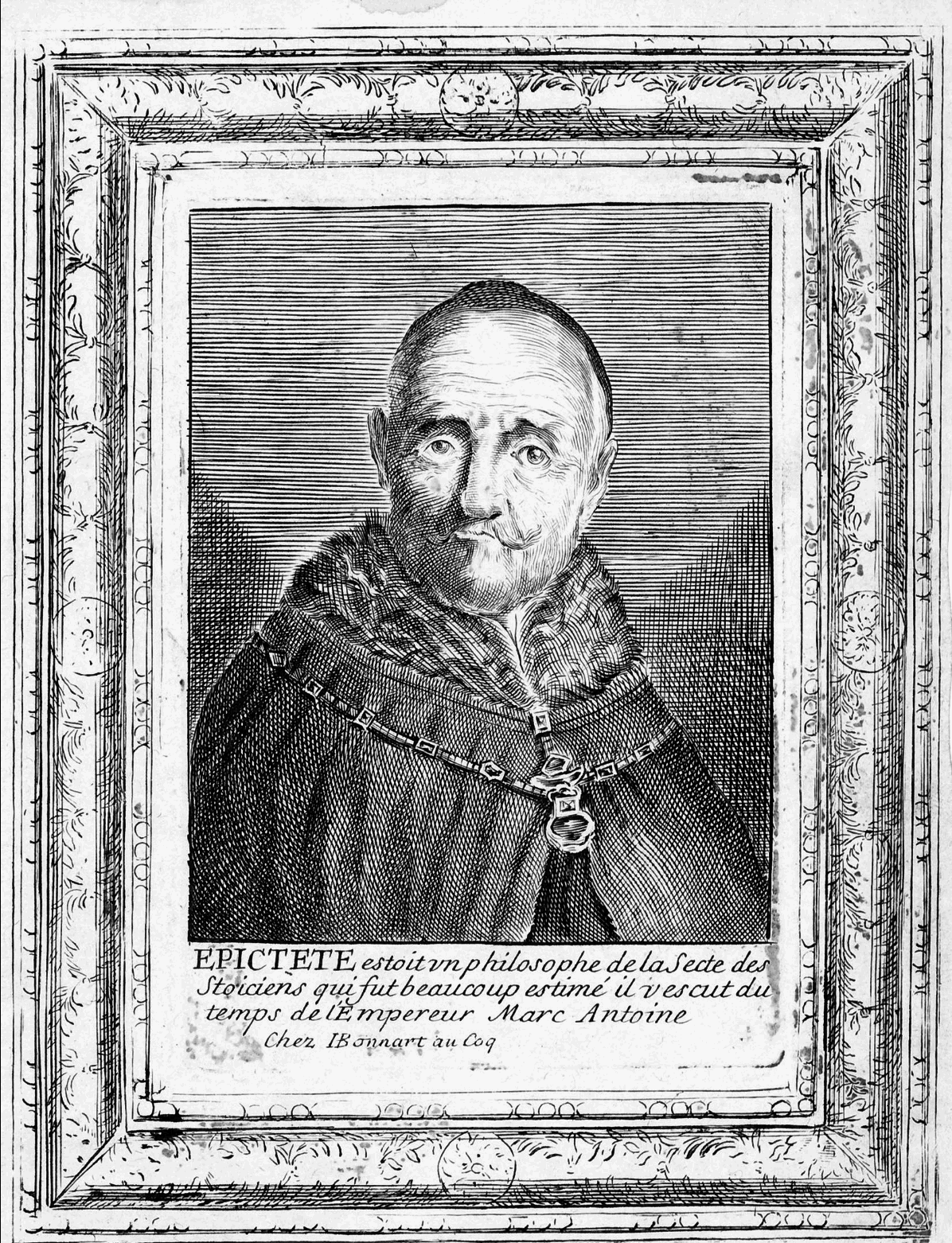
Épictète vu par le graveur Henri Bonnart. Vers 1700.

Le Manuel invite à reconnaître l'impossibilité pour l'homme de contrôler ce qui ne dépend pas de lui : l'avis des autres, la richesse, la chance, les malheurs, la mort. L'idée à la racine de l'ouvrage est la nécessité de n'attacher d'importance qu'à ce qui dépend de nous : opinions, désirs, pensées, et autres « opérations de l'âme ». Le philosophe doit se concentrer sur ce qui est sous son contrôle, c'est-à-dire son âme, seule partie libre de son être. Vouloir changer ce qui ne dépend pas de lui rend l'homme malheureux, tandis qu'accepter son impuissance sur ces choses et ne s'occuper que de la partie de lui-même qu'il peut contrôler l'amène à un bonheur immuable et infini : cette distinction entre ce qui peut être contrôlé et ce qui échappe à la volonté humaine est la base fondamentale de la doctrine. Les trois principes pour l'ataraxie y sont développés, de manière à apprendre à distinguer ce qui dépend de soi et ce qui ne dépend pas de soi : concevoir et comprendre la fatalité, être indifférent aux événements extérieurs qui ne dépendent pas de soi, agir au mieux dans les domaines qui dépendent de soi.
L'ouvrage s'attache à décrire toute chose humaine comme étant essentiellement éphémère : chaque personne, mais aussi chaque chose à portée du philosophe sera détruite et oubliée. Le philosophe doit accepter cette nécessité et ne pas s'attrister de la disparition des choses périssables, qui sont dans l'ordre des choses, pas même de la mort de ses proches, qui ne peut pas être évitée. S'attacher aux choses matérielles est une erreur qui amène à la souffrance, alors même que le sage peut jouir des objets sans s'y attacher. De même, le corps, facilement dégradé, ne doit pas être l'objet de toute l'attention du sage car il est soumis aux aléas du monde, tandis que l'âme peut être contrôlée et amenée à un état de bonheur égal et éternel, non exposé à la dégradation du corps.
Les autres principes explicités dans le Manuel sont la nécessité de ne pas se perdre en discours philosophiques, mais plutôt de vivre une vie philosophique, ce qui est beaucoup plus bénéfique au sage, ainsi que le devoir de conserver une distance avec les faits : rien de ce qui nous arrive, d'après Épictète, n'est bien ou mal par nature. Seule l'opinion qu'une chose qui nous arrive est bonne ou mauvaise rend cette chose telle aux yeux de l'homme. En supprimant l'opinion du mal, l'homme supprime le mal et peut vivre libre et droit.

## Manuelet psychologie
La thérapie cognitive, issue de la psychologie scientifique, pourrait être considérée comme une  adaptation moderne du Manuel d’Épictète. En effet, tout comme Épictète, ce courant de psychothérapie se base sur le rôle central des représentations vis-à-vis du « bien-être » et de la « santé mentale » : seules des représentations ajustées au réel (ce qu’Épictète nomme les représentations compréhensives) sont à l’origine de conduites et d’émotions aidantes et adaptées.

#### Traductions
- Manuel d'Épictète  (trad. , préface et notes : Mario Meunier), Paris, Flammarion, coll. « GF », 1964, 249 (Manuel, p. 201-233) (ISBN 978-2-080-70016-2)
- Manuel  (trad. Marcel Caster, préf. Giacomo Leopardi), Paris, Payot - Rivages, coll. « Petite bibliothèque », 1994, 72 p. (ISBN 978-2-869-30811-4) ;
- Manuel d'Épictète  (trad. Jean-François Balaudé), Paris, Le Livre de Poche, coll. « Les Classiques de la Philosophie », 2000, 206 p. (ISBN 978-2-253-06742-9)
- Manuel d'Épictète  (Introduction, traduction et notes par Pierre Hadot), Paris, Le Livre de Poche, coll. « Classiques de la philosophie », 2007, 224 p. (ISBN 978-2-253-06742-9)
- Manuel d'Épictète  (trad. Emmanuel Cattin; introduction et postface Laurent Jaffro), Paris, Flammarion, coll. « GF Philosophie », 2015, 160 p. (ISBN 978-2-081-36663-3)
- Entretiens; Manuel  (trad. Joseph Souilhé), Paris, Les Belles Lettres, coll. « Collection des Universités de France », 1943-1991, xxiv, 450 p. (Manuel, p. 409-433) (ISBN 978-2-251-00108-1)Rééd. 2019, xxiv, 488 p.  (ISBN 978-2-251-44950-0)

#### Études
- Jean-Baptiste Gourinat, Premières leçons sur le Manuel d'Épictète, Paris, Presses universitaires de France, coll. « Major Bac », 1998, 121 p. (ISBN 978-2-130-48345-8)
- Ilsetraut Hadot et Pierre Hadot, Apprendre à philosopher dans l'Antiquité. L'enseignement du Manuel d'Épictète et son commentaire néoplatonicien, Paris, Le Livre de Poche, coll. « Références », 2004, 224 p. (ISBN 978-2-253-10935-8)
- Pierre Hadot, Introduction aux Pensées de Marc Aurèle, Paris, Le Livre de Poche, coll. « Références », 2007 (1re éd. 1997), 566 p. (ISBN 978-2-253-11210-5)
- Michel Spanneut, « Epictète chez les moines », Mélanges de Science Religieuse, vol. XXIX,‎ 1972, p. 49-57